# Olympische Sommerspiele 2012/Leichtathletik – 5000 m (Männer)

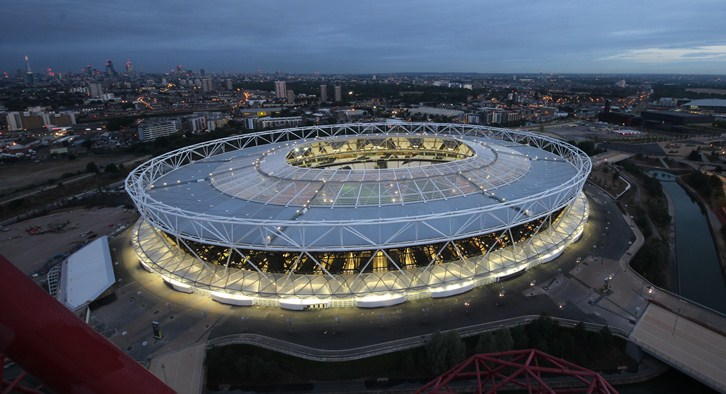
Das Olympiastadion von London im Jahr 2015

Der 5000-Meter-Lauf der Männer bei den Olympischen Spielen 2012 in London wurde am 8. und 11. August 2012 im Olympiastadion London ausgetragen. 43 Athleten nahmen teil.
Olympiasieger wurde Mo Farah aus Großbritannien, der vor dem Äthiopier Dejen Gebremeskel gewann. Die Bronzemedaille ging an den Kenianer Thomas Longosiwa.
Für Deutschland startete Arne Gabius, der im Vorlauf ausschied.
Athleten aus der Schweiz, Österreich und Liechtenstein nahmen nicht teil.

## Aktuelle Titelträger
| Olympiasieger                      | Kenenisa Bekele ( Äthiopien)      | 12:57,82 min | Peking 2008       |
| Weltmeister                        | Mo Farah ( Großbritannien)        | 13:23,36 min | Daegu 2011        |
| Europameister                      | Mo Farah ( Großbritannien)        | 13:29,91 min | Helsinki 2012     |
| Zentralamerika und Karibik-Meister | José Uribe ( Mexiko)              | 14:08,10 min | Mayagüez 2011     |
| Südamerika-Meister                 | Javier Carriqueo ( Argentinien)   | 13:58,27 min | Buenos Aires 2011 |
| Asienmeister                       | Dejene Regassa ( Bahrain)         | 13:39,71 min | Kōbe 2011         |
| Afrikameister                      | Mark Kiptoo ( Kenia)              | 13:22,38 min | Porto-Novo 2012   |
| Ozeanienmeister                    | Nordine Benfodda ( Neukaledonien) | 15:57,90 min | Cairns 2012       |

## Bestehende Rekorde
| Weltrekord         | Kenenisa Bekele ( Äthiopien) | 12:37,35 min | Hengelo, Niederlande                  | 31. Mai 2004    |
| Olympischer Rekord | Kenenisa Bekele ( Äthiopien) | 12:57,82 min | Finale OS Peking, Volksrepublik China | 23. August 2008 |

Der bestehende olympische Rekord wurde bei diesen Spielen nicht erreicht. Die schnellste Zeit erzielte der spätere Olympiazweite Dejen Gebremeskel aus Äthiopien mit 13:15,15 min im zweiten Vorlauf am 8. August. Den Rekord verfehlte er damit um 17,33 Sekunden. Zum Weltrekord fehlten ihm genau 37,80 Sekunden.
Anmerkung:
Alle Zeiten in diesem Beitrag sind nach Ortszeit London (UTC±0) angegeben.

## Doping
In diesem Wettbewerb gab es zwei Sportler, die wegen Verstoßes gegen die Antidopingbestimmungen disqualifiziert wurden. Beide Läufer schieden bereits im Vorlauf aus.
- Der Franzose Hassan Hirt wurde positiv auf EPO getestet. Die Dopingprobe wurde schon am 3. August in Rouen vor dem olympischen Wettkampf genommen. Erst nach dem Rennen lag das Ergebnis vor. Hirt wurde vom französischen Verband gesperrt und nachträglich disqualifiziert.[2]
- Auch Hussain Jamaan Alhamdah aus Saudi-Arabien wurde nachträglich disqualifiziert, weil er seinen biologischen Pass manipuliert hatte.[3]

## Vorläufe
Es wurden zwei Vorläufe durchgeführt. Für das Halbfinale qualifizierten sich pro Lauf die ersten fünf Athleten (hellblau unterlegt). Darüber hinaus kamen die fünf Zeitschnellsten, die sogenannten Lucky Loser (hellgrün unterlegt), weiter.

### Vorlauf 1
- Edwin Soi – ausgeschieden
als Sechster des ersten Vorlaufs
- Arne Gabius – ausgeschieden
als Siebter des ersten Vorlaufs
- Daniele Meucci – ausgeschieden
als Achter des ersten Vorlaufs

8. August 2012, 10:45 Uhr
| Platz | Name                    | Nation         | Zeit (min) |
| ----- | ----------------------- | -------------- | ---------- |
| 0 1   | Hayle İbrahimov         | Aserbaidschan  | 13:25,23   |
| 0 2   | Isiah Koech             | Kenia          | 13:25,64   |
| 0 3   | Mo Farah                | Großbritannien | 13:26,00   |
| 0 4   | Lopez Lomong            | USA            | 13:26,16   |
| 0 5   | Hagos Gebrhiwet         | Äthiopien      | 13:26,16   |
| 0 6   | Edwin Soi               | Kenia          | 13:27,06   |
| 0 7   | Arne Gabius             | Deutschland    | 13:28,01   |
| 0 8   | Daniele Meucci          | Italien        | 13:28,71   |
| 0 9   | Mukhlid al-Otaibi       | Saudi-Arabien  | 13:31,47   |
| 10    | Bilisuma Shugi          | Bahrain        | 13:31,84   |
| 11    | Yūki Satō               | Japan          | 13:38,22   |
| 12    | David McNeill           | Australien     | 13:45,88   |
| 13    | Olivier Iraburata       | Burundi        | 13:46,25   |
| 14    | Aziz Lahbabi            | Marokko        | 13:47,57   |
| 15    | Amanuel Mesel           | Eritrea        | 13:48,13   |
| 16    | Collis Birmingham       | Australien     | 13:50,39   |
| 17    | Serhij Lebid            | Ukraine        | 13:53,15   |
| 18    | Geofrey Kusuro          | Uganda         | 13:59,74   |
| 19    | Rene Herrera            | Philippinen    | 14:44,11   |
| DOP   | Hassan Hirt             | Frankreich     | 13:35,36   |
| DOP   | Hussain Jamaan Alhamdah | Saudi-Arabien  | 14:00,43   |
| DNS   | Teklemariam Medhin      | Äthiopien      |            |

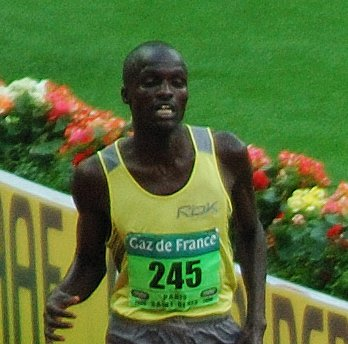
Edwin Soi – ausgeschieden als Sechster des ersten Vorlaufs
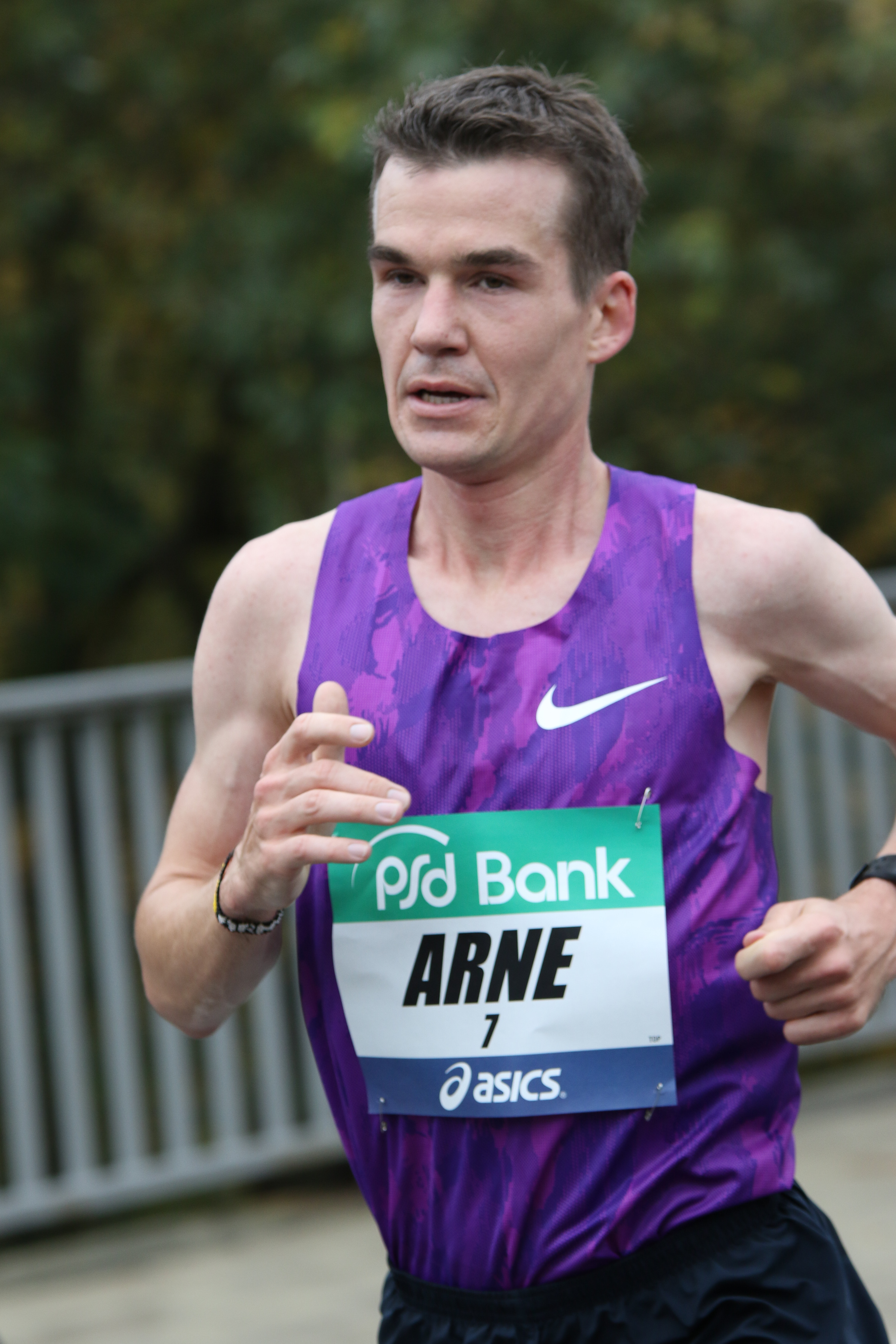
Arne Gabius – ausgeschieden als Siebter des ersten Vorlaufs
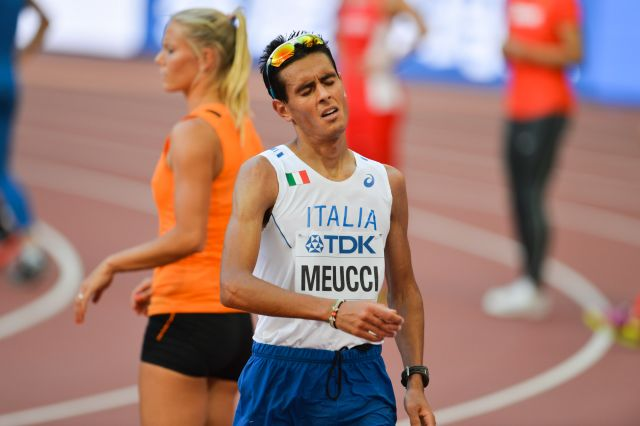
Daniele Meucci – ausgeschieden als Achter des ersten Vorlaufs

Im ersten Vorlauf ausgeschiedene Läufer:

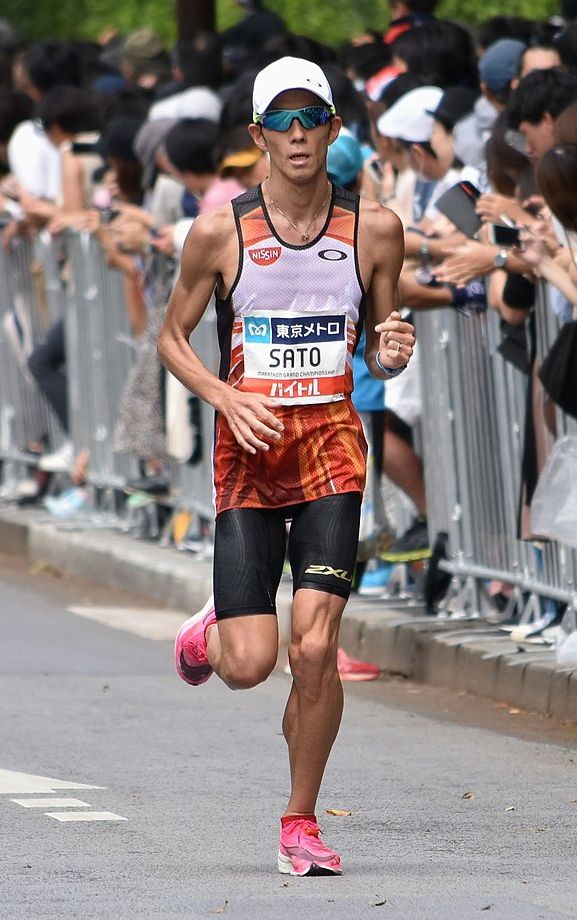
Yūki Satō – Rang elf
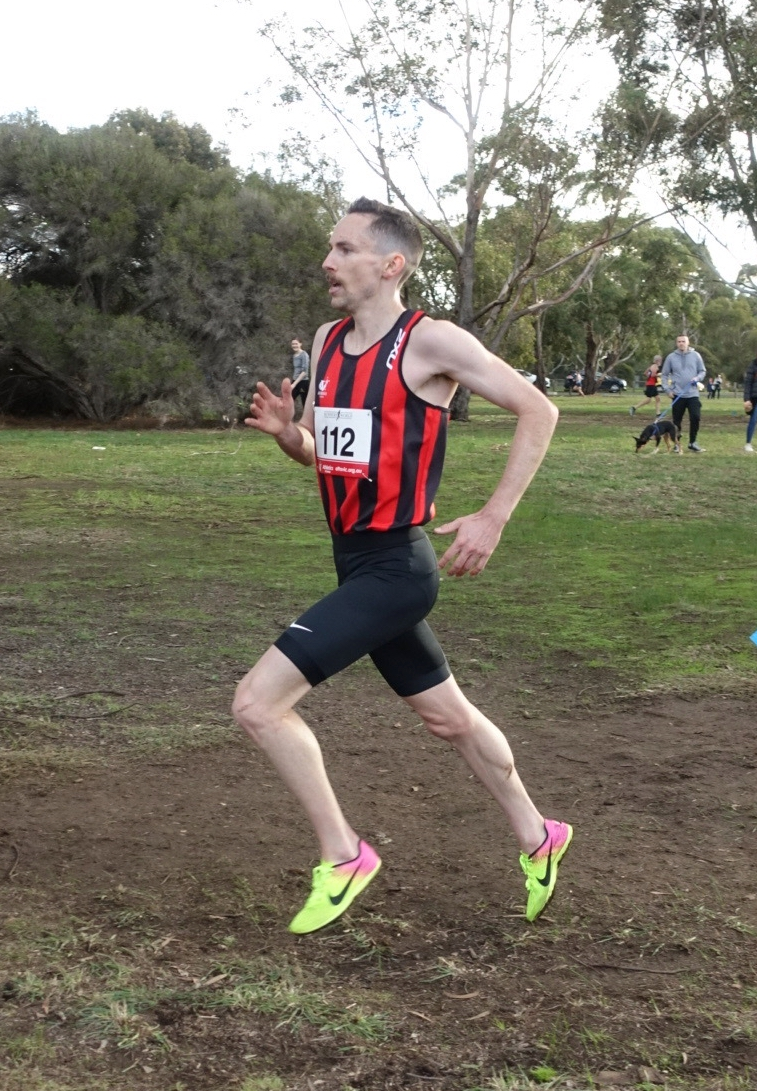
David McNeill – Rang zwölf
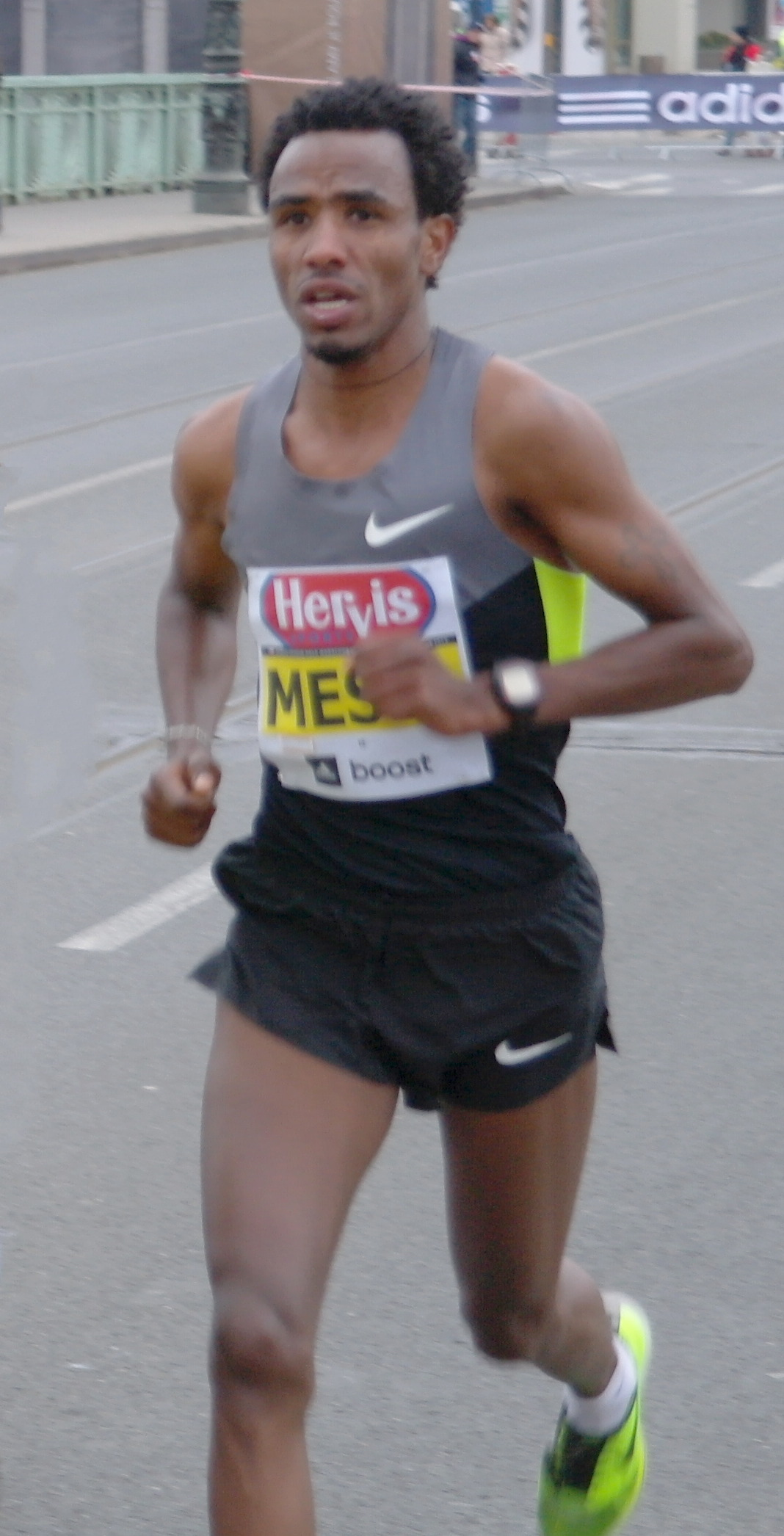
Amanuel Mesel – Rang fünfzehn
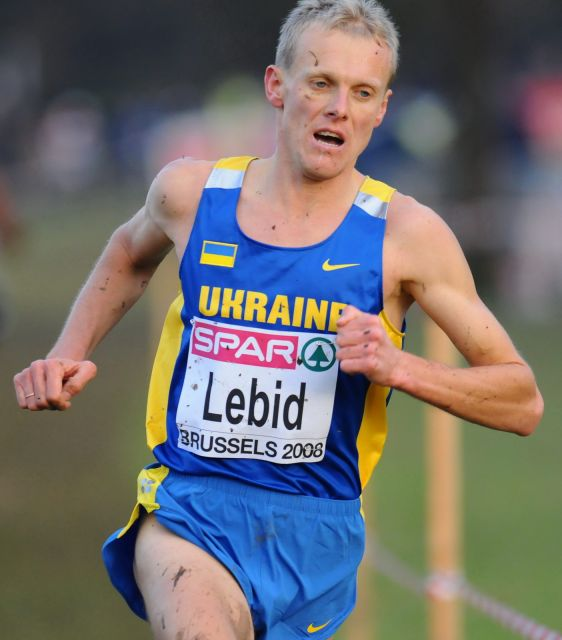
Serhij Lebid – Rang siebzehn
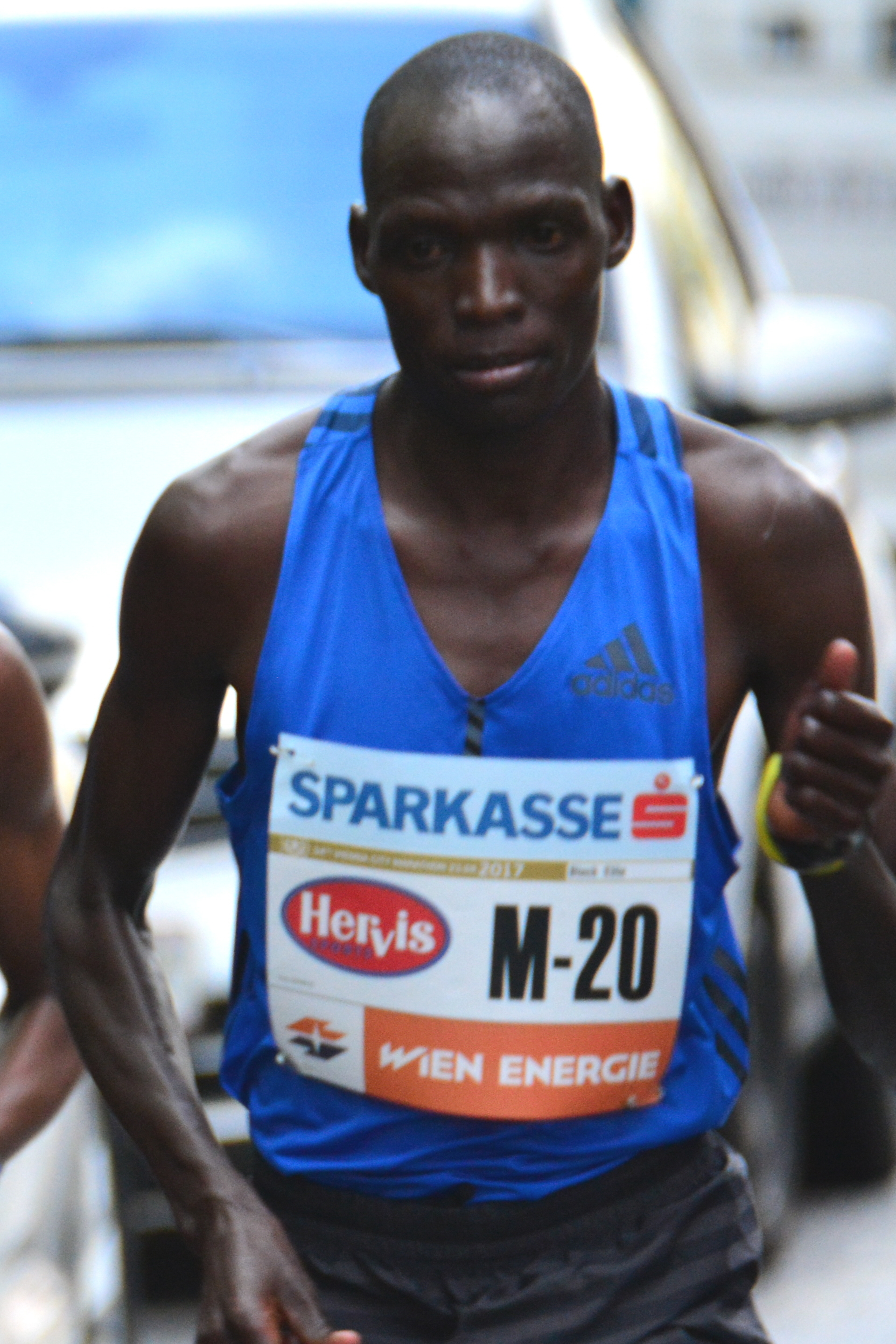
Geofrey Kusuro – Rang achtzehn
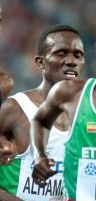
Der gedopte Hussain Jamaan Alhamdah wurde disqualifiziert

### Vorlauf 2
- Abrar Osman – ausgeschieden
als Elfter des zweiten Vorlaufs
- Polat Kemboi Arıkan – ausgeschieden
als Dreizehnter des zweiten Vorlaufs

8. August 2012, 11:06 Uhr
| Platz | Name                 | Nation         | Zeit (min) |
| ----- | -------------------- | -------------- | ---------- |
| 0 1   | Dejen Gebremeskel    | Äthiopien      | 13:15,15   |
| 0 2   | Yenew Alamirew       | Äthiopien      | 13:15,39   |
| 0 3   | Thomas Longosiwa     | Kenia          | 13:15,41   |
| 0 4   | Bernard Lagat        | USA            | 13:15,45   |
| 0 5   | Abdalaati Iguider    | Marokko        | 13:15,49   |
| 0 6   | Galen Rupp           | USA            | 13:17,56   |
| 0 7   | Moses Ndiema Kipsiro | Uganda         | 13:17,68   |
| 0 8   | Cameron Levins       | Kanada         | 13:18,29   |
| 0 9   | Juan Luis Barrios    | Mexiko         | 13:21,01   |
| 10    | Mumin Gala           | Dschibuti      | 13:21,21   |
| 11    | Abrar Osman          | Eritrea        | 13:24,40   |
| 12    | Nick McCormick       | Großbritannien | 13:25,70   |
| 13    | Polat Kemboi Arıkan  | Türkei         | 13:27,21   |
| 14    | Rabah Aboud          | Algerien       | 13:28,38   |
| 15    | Abraham Kiplimo      | Uganda         | 13:31,57   |
| 16    | Craig Mottram        | Australien     | 13:40,24   |
| 17    | Alistair Ian Cragg   | Irland         | 13:47,01   |
| 18    | Soufiane Bouqantar   | Marokko        | 13:47,63   |
| 19    | Javier Carriqueo     | Argentinien    | 13:57,07   |
| 20    | Abdullah al-Joud     | Saudi-Arabien  | 14:11,12   |
| 21    | Ruben Sança          | Kap Verde      | 14:35,19   |

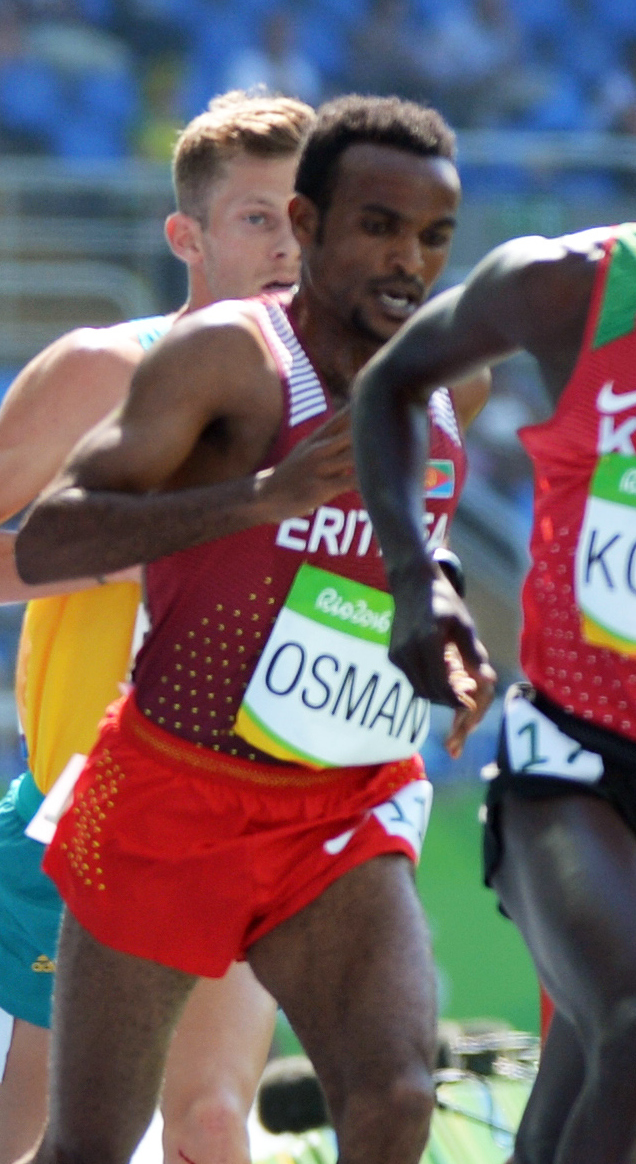
Abrar Osman – ausgeschieden als Elfter des zweiten Vorlaufs
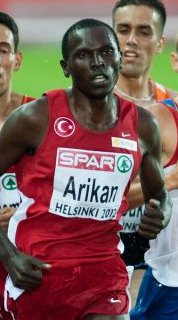
Polat Kemboi Arıkan – ausgeschieden als Dreizehnter des zweiten Vorlaufs

Im zweiten Vorlauf ausgeschiedene Läufer:

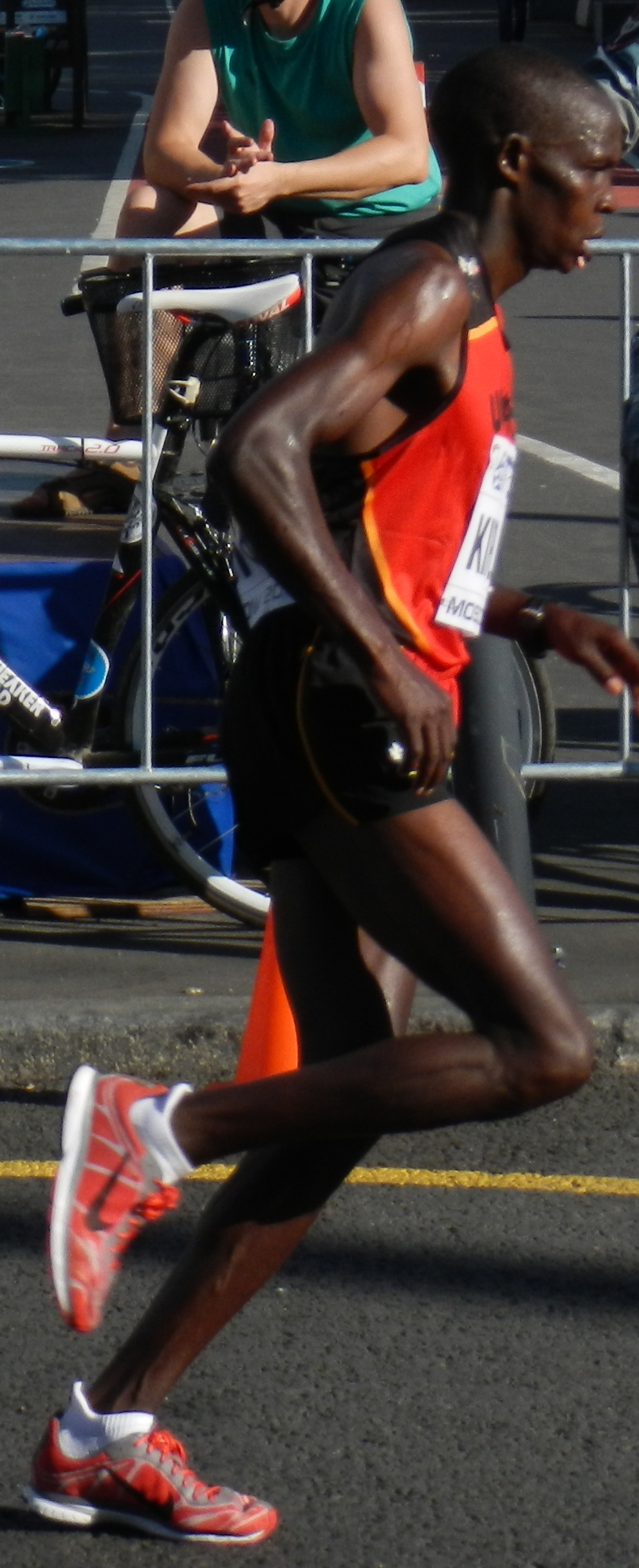
Abraham Kiplimo – Rang fünfzehn
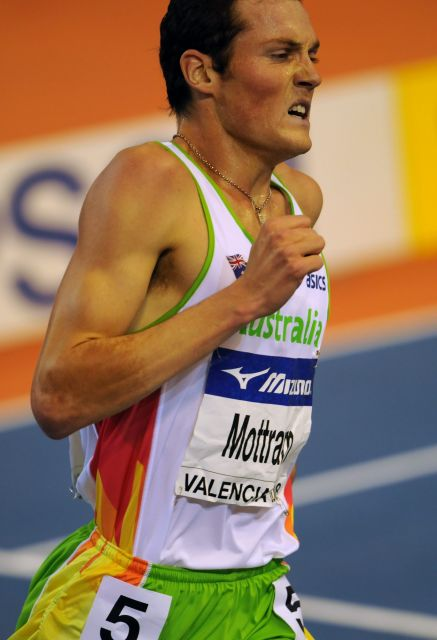
Craig Mottram – Rang sechzehn
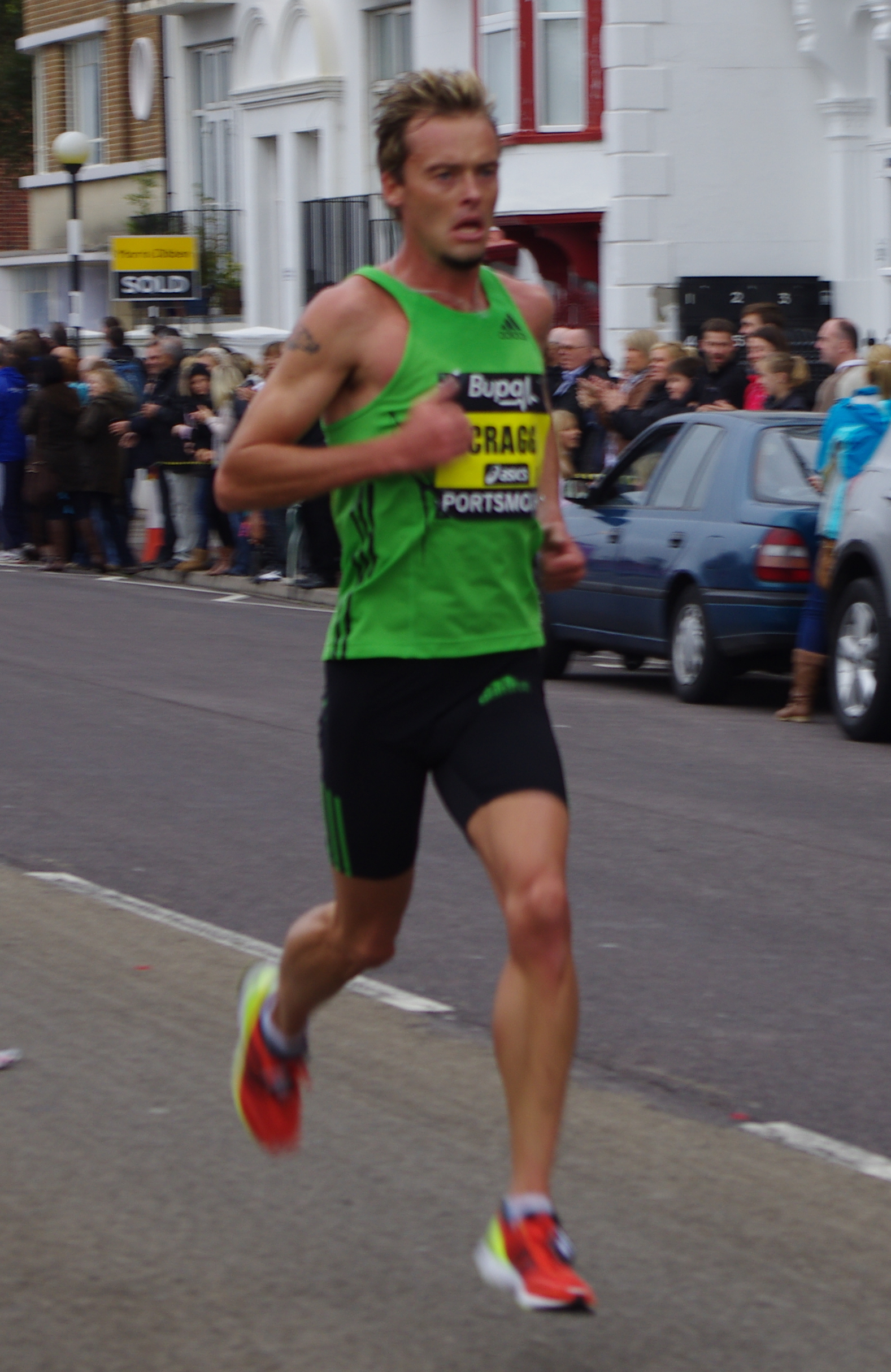
Alistair Ian Cragg – Rang siebzehn
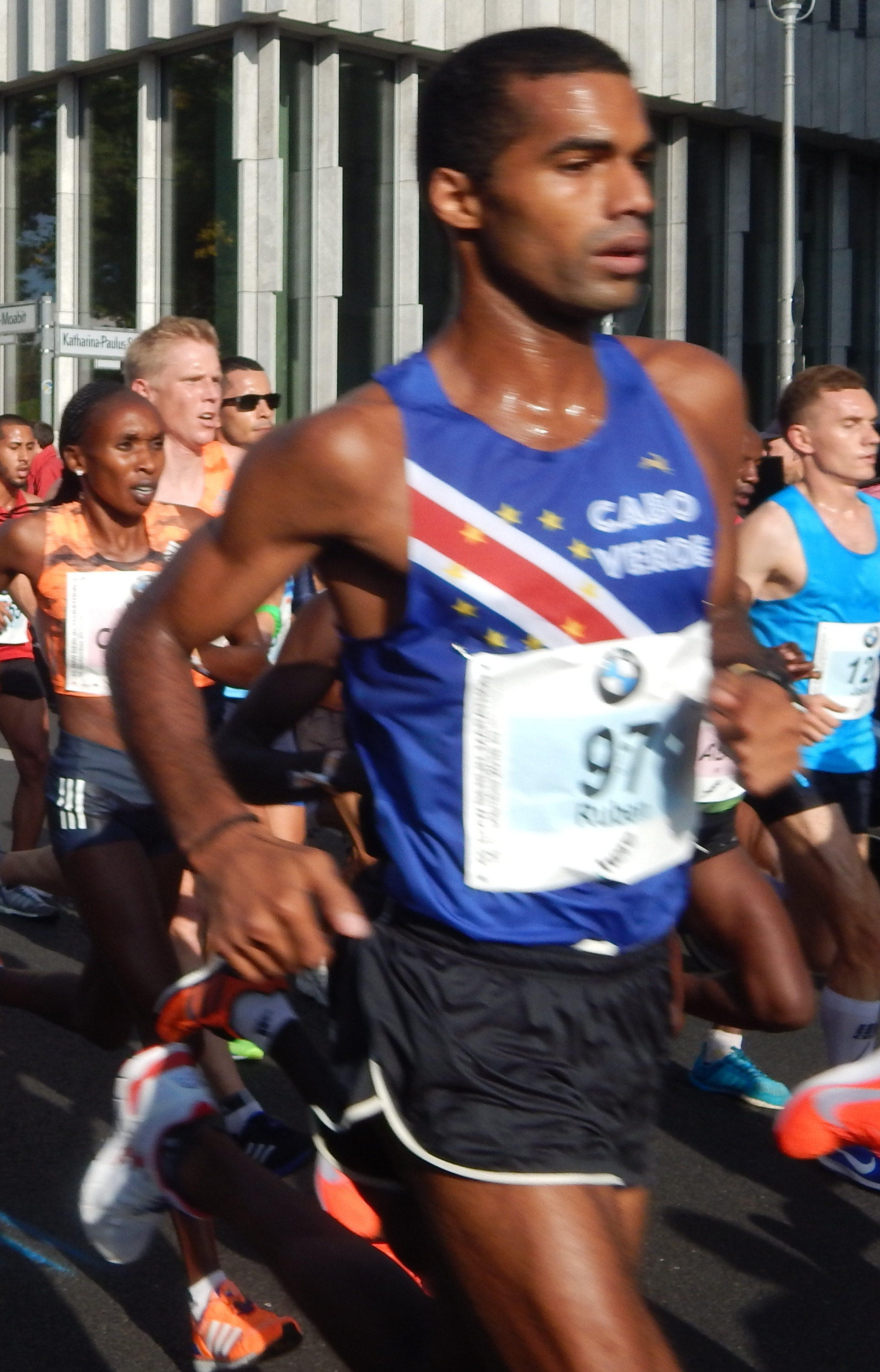
Ruben Sança – Rang 21

## Finale
11. August 2012, 19:30 Uhr
| Zwischenzeiten      | Zwischenzeiten | Zwischenzeiten                               | Zwischenzeiten |
| Zwischenzeit- Marke | Zwischenzeit   | Führende(r)                                  | 1000-m-Zeit    |
| ------------------- | -------------- | -------------------------------------------- | -------------- |
| 1000 m              | 2:55,40 min    | Isiah Koech vor dem geschlossenen Feld       | 2:55,40 min    |
| 2000 m              | 5:56,70 min    | Lopez Lomong vor dem geschlossenen Feld      | 3:01,30 min    |
| 3000 m              | 8:42,95 min    | Yenew Alamirew vor dem geschlossenen Feld    | 2:46,25 min    |
| 4000 m              | 11:16,47 min   | Dejen Gebremeskel vor dem geschlossenen Feld | 2:33,52 min    |
| 5000 m              | 13:41,66 min   | Mo Farah                                     | 2:25,19 min    |

| Platz | Name                 | Nation         | Zeit (min) |
| ----- | -------------------- | -------------- | ---------- |
| 0 1   | Mo Farah             | Großbritannien | 13:41,66   |
| 0 2   | Dejen Gebremeskel    | Äthiopien      | 13:41,98   |
| 0 3   | Thomas Longosiwa     | Kenia          | 13:42,36   |
| 0 4   | Bernard Lagat        | USA            | 13:42,99   |
| 0 5   | Isiah Koech          | Kenia          | 13:43,83   |
| 0 6   | Abdalaati Iguider    | Marokko        | 13:44,19   |
| 0 7   | Galen Rupp           | USA            | 13:45,04   |
| 0 8   | Juan Luis Barrios    | Mexiko         | 13:45,30   |
| 0 9   | Hayle İbrahimov      | Aserbaidschan  | 13:45,37   |
| 10    | Lopez Lomong         | USA            | 13:48,19   |
| 11    | Hagos Gebrhiwet      | Äthiopien      | 13:49,59   |
| 12    | Yenew Alamirew       | Äthiopien      | 13:49,68   |
| 13    | Mumin Gala           | Dschibuti      | 13:50,26   |
| 14    | Cameron Levins       | Kanada         | 13:51,87   |
| 15    | Moses Ndiema Kipsiro | Uganda         | 13:52,25   |

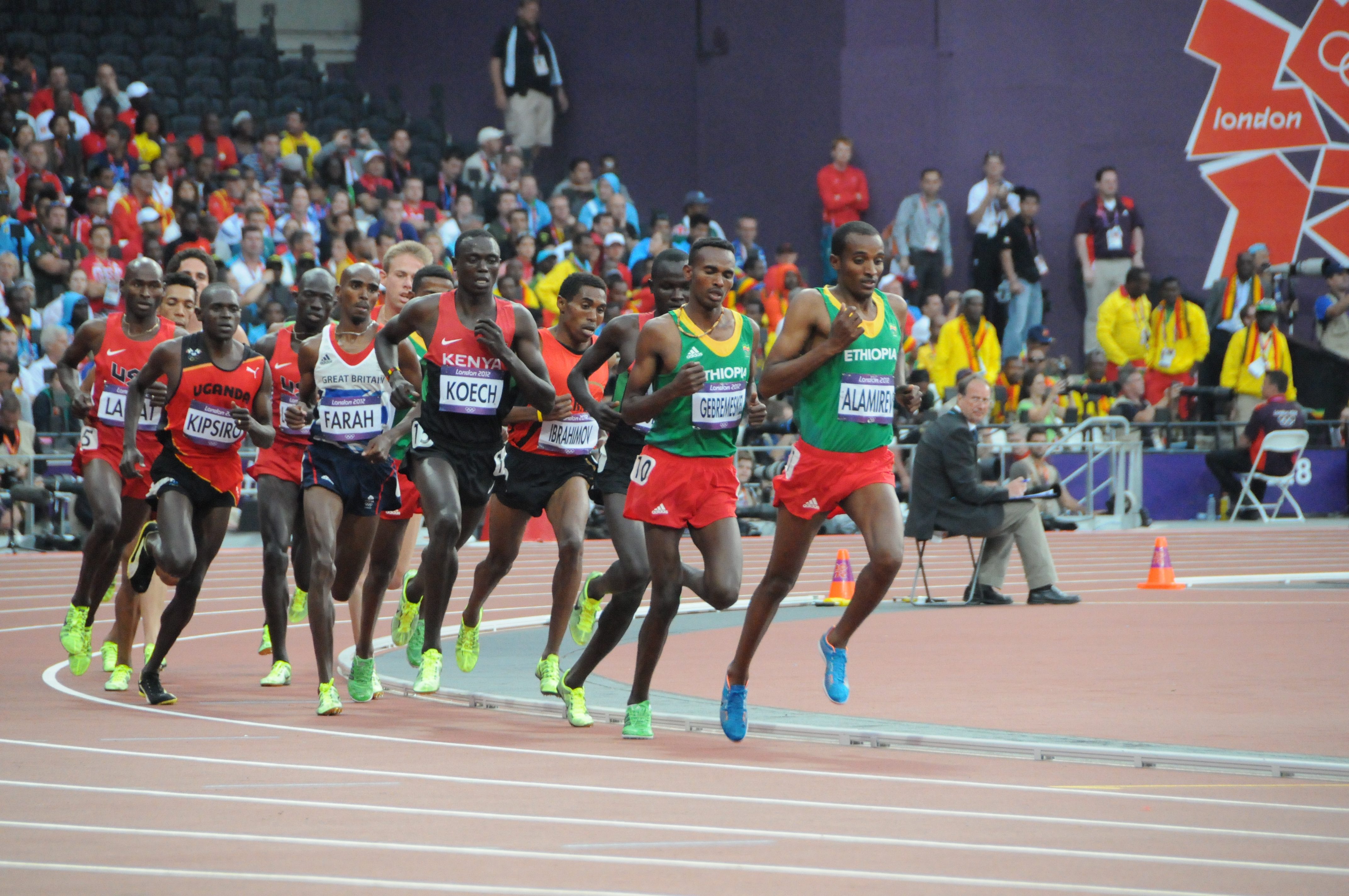
Szene aus dem Finale:
vorne Yenew Alamirew und Dejen Gebremeskel gefolgt von Thomas Longosiwa (verdeckt), Isiah Koech, Hayle Ibrahimov und Mo Farah, dahinter Galen Rupp, Moses Ndiema Kipsiro und Bernard Lagat

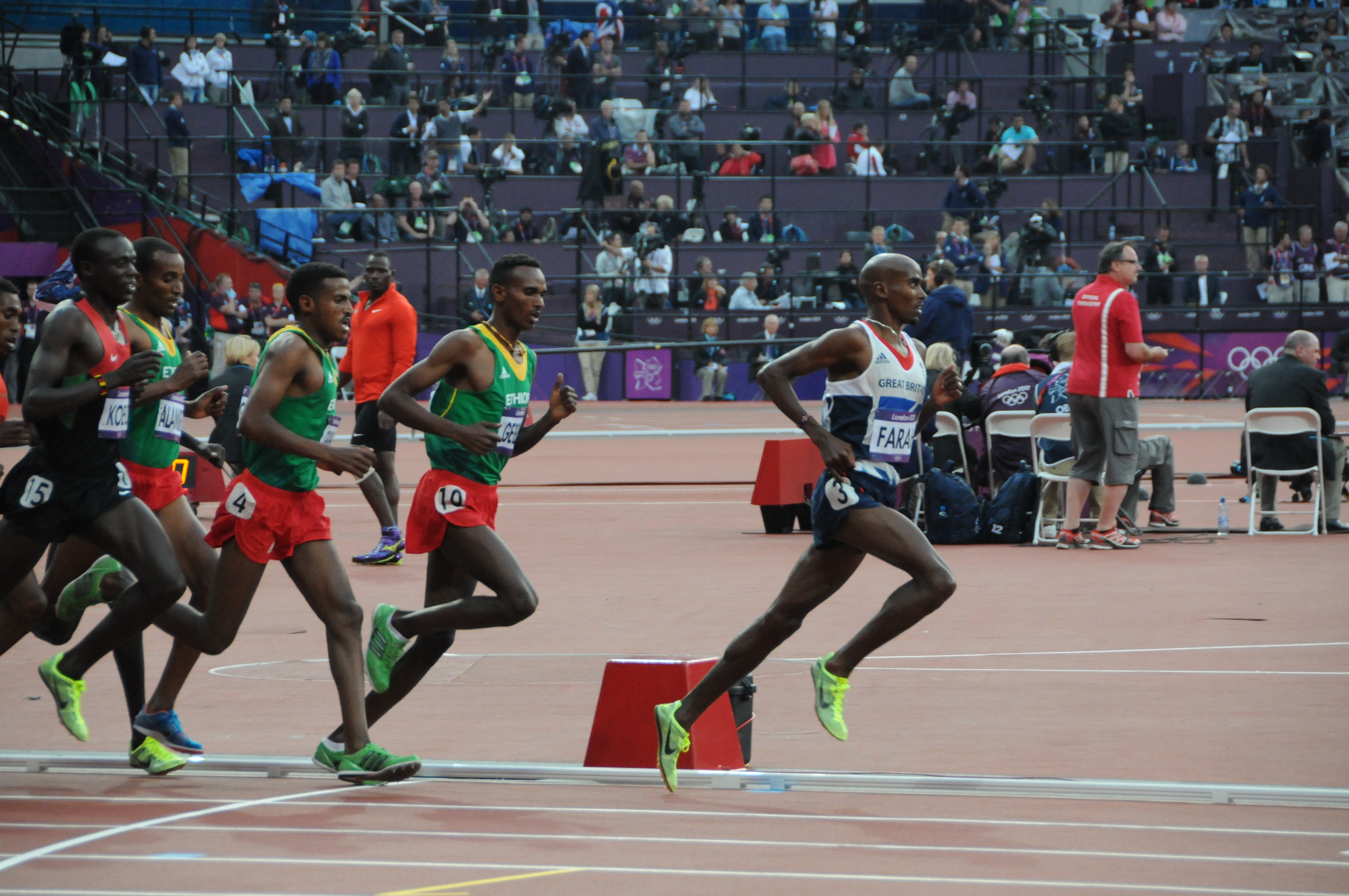
Hier lag Olympiasieger Mo Farah bereits ganz vorn

Für das Finale hatten sich alle drei Äthiopier qualifiziert. Hinzu kamen zwei Kenianer und zwei US-Amerikaner sowie je ein Starter aus Aserbaidschan, Dschibuti, Großbritannien, Kanada, Marokko, Mexiko und Uganda.
Favorit war der amtierende Weltmeister Mo Farah aus Großbritannien. Seine beiden am stärksten eingeschätzten Herausforderer waren die beiden US-Läufer Galen Rupp und Bernard Lagat.
Die ersten beiden Kilometer dieses Finales waren mit 1000-Meter-Abschnitten von knapp unter beziehungsweise knapp über drei Minuten ziemlich verbummelt. Dann zog das Tempo mit dem Äthiopier Yenew Alamirew schon deutlich an, der dritte Kilometer wurde in 2:46,25 min zurückgelegt. Mit 2:33,52 min für den vierten Kilometer wurde es nun richtig schnell. Dejen Gebremeskel führte das immer noch komplette Feld an. Noch zu Beginn der letzten Runde lagen zehn der fünfzehn gestarteten Athleten in einer Gruppe zusammen, die Lücke zu den fünf weiteren Läufern war sehr klein. Farah und Rupp übernahmen nun die Führung. Rupp fiel zurück, konnte sich aber wieder an den Briten heranarbeiten. Farah war stets in der Lage, alle Angriffe seiner Kontrahenten abzuwehren, seinem Endspurt konnte niemand folgen, sodass Mo Farah sicher zur Goldmedaille lief. Silber ging an den Äthiopier Dejen Gebremeskel, der zwar noch einmal herankam, aber keine Siegchance hatte. Der Kenianer Thomas Longosiwa gewann Bronze vor Lagat. Rupp wurde Siebter. Die letzten 1000 Meter hatte der Olympiasieger in überaus schnellen 2:25,19 min zurückgelegt, doch nach der bedächtigen ersten Rennhälfte war eine starke Endzeit nicht mehr möglich.
Mo Farah war der erste britische Olympiasieger auf dieser Distanz und der erste nichtafrikanische Medaillengewinner seit 1992. Es war Farahs zweite Goldmedaille bei diesen Spielen, nachdem er acht Tage zuvor das Rennen über 10.000 Meter für sich entschieden hatte.

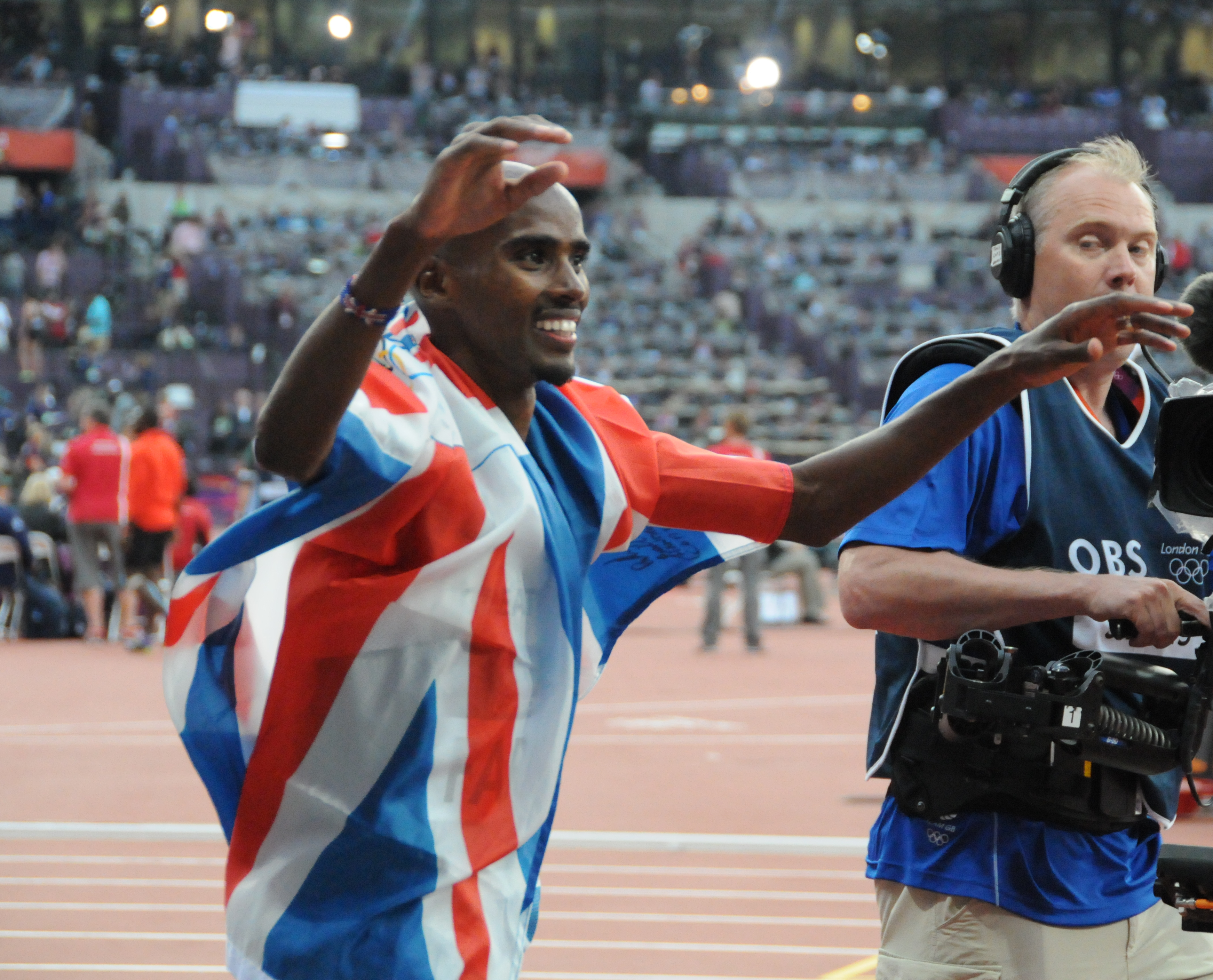
Olympiasieger Mo Farah feierte seinen Doppelsieg auf den beiden Bahn-Langstrecken
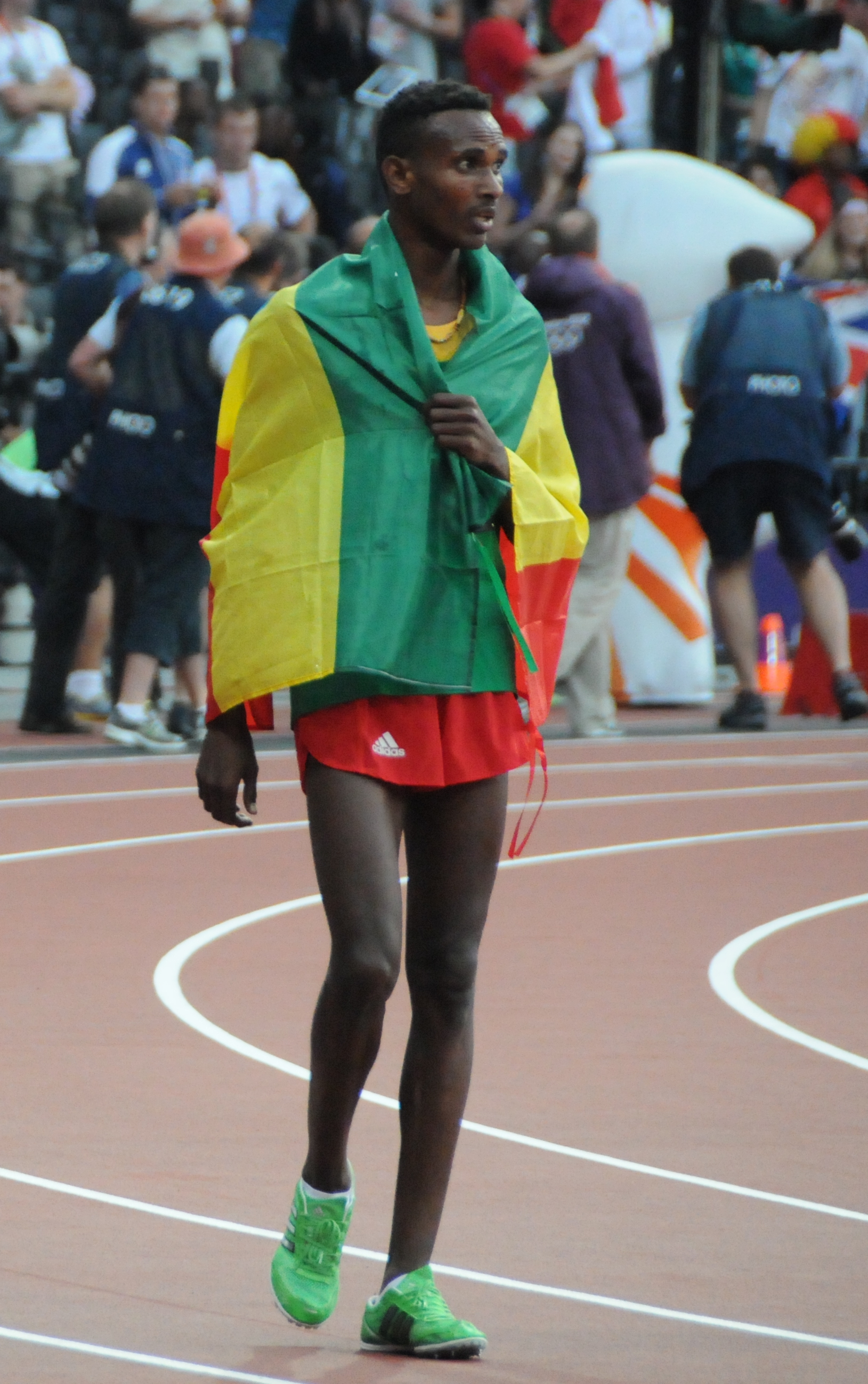
Silbermedaille: Dejen Gebremeskel aus Äthiopien
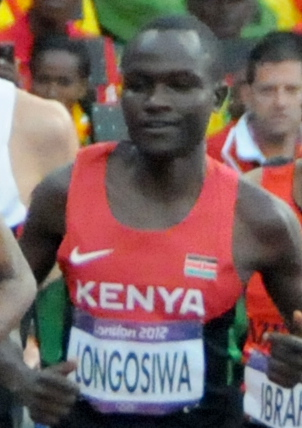
Bronzemedaille: Thomas Longosiwa
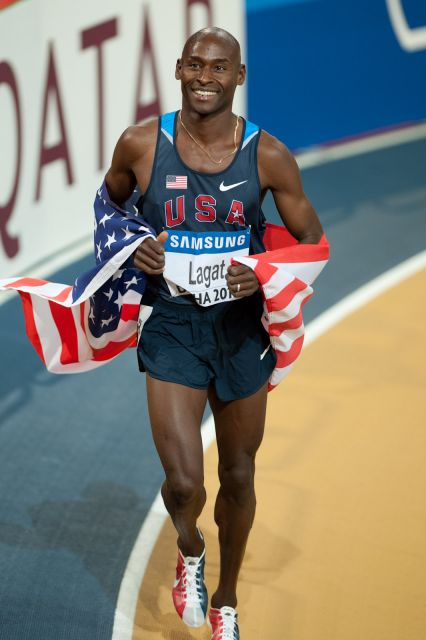
Bernard Lagat belegte Rang vier
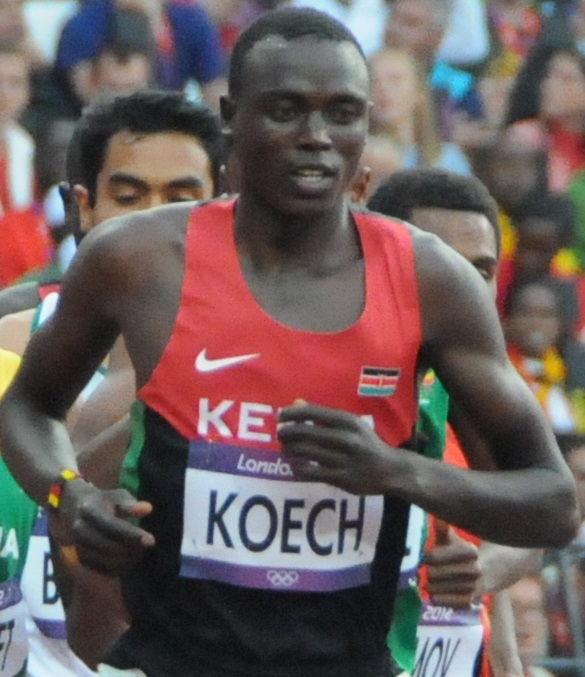
Isiah Koech – Platz fünf
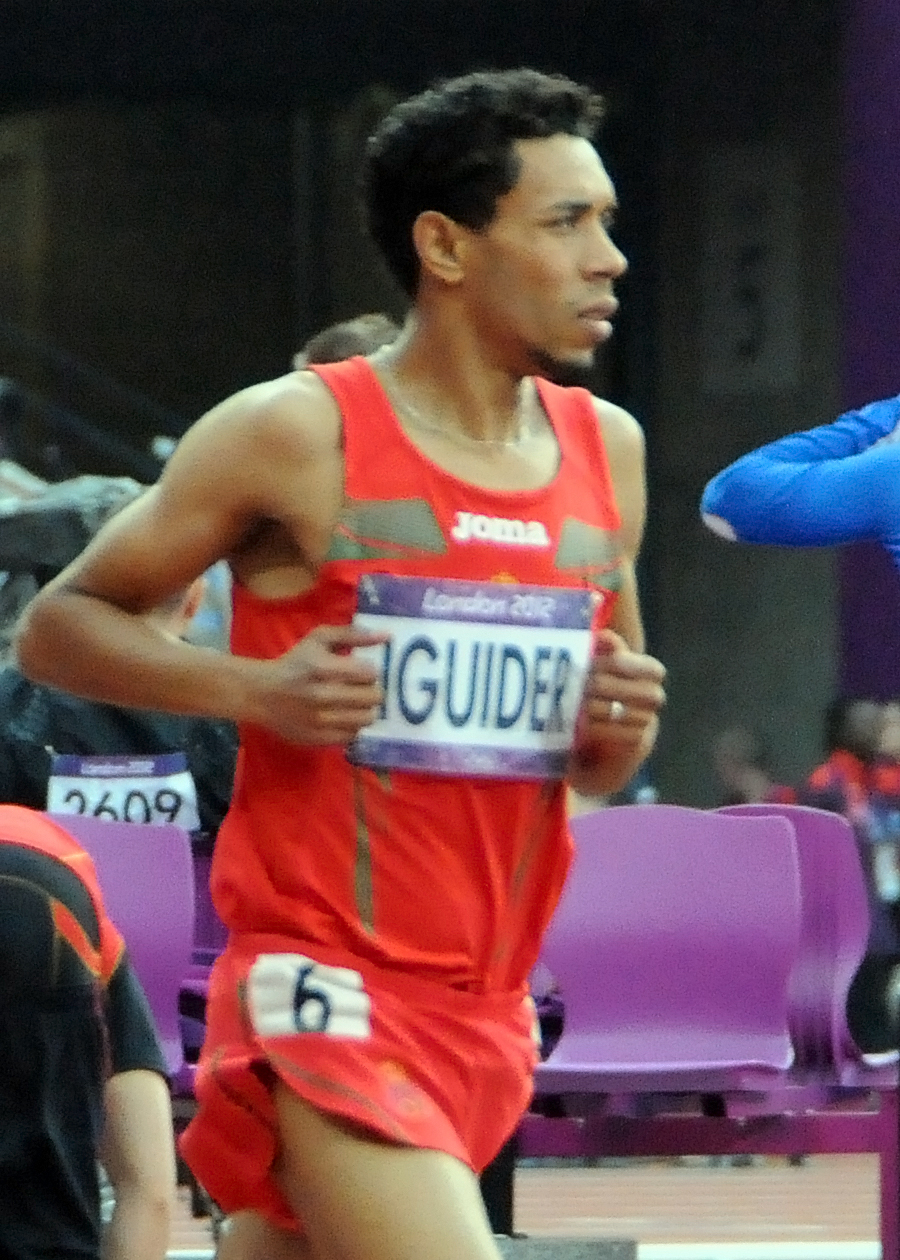
Abdalaati Iguider kam auf den sechsten Platz
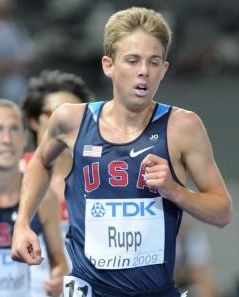
Rang sieben für Galen Rupp
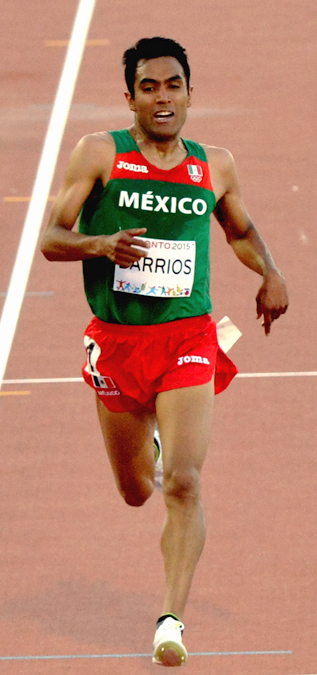
Der achtplatzierte Juan Luis Barrios
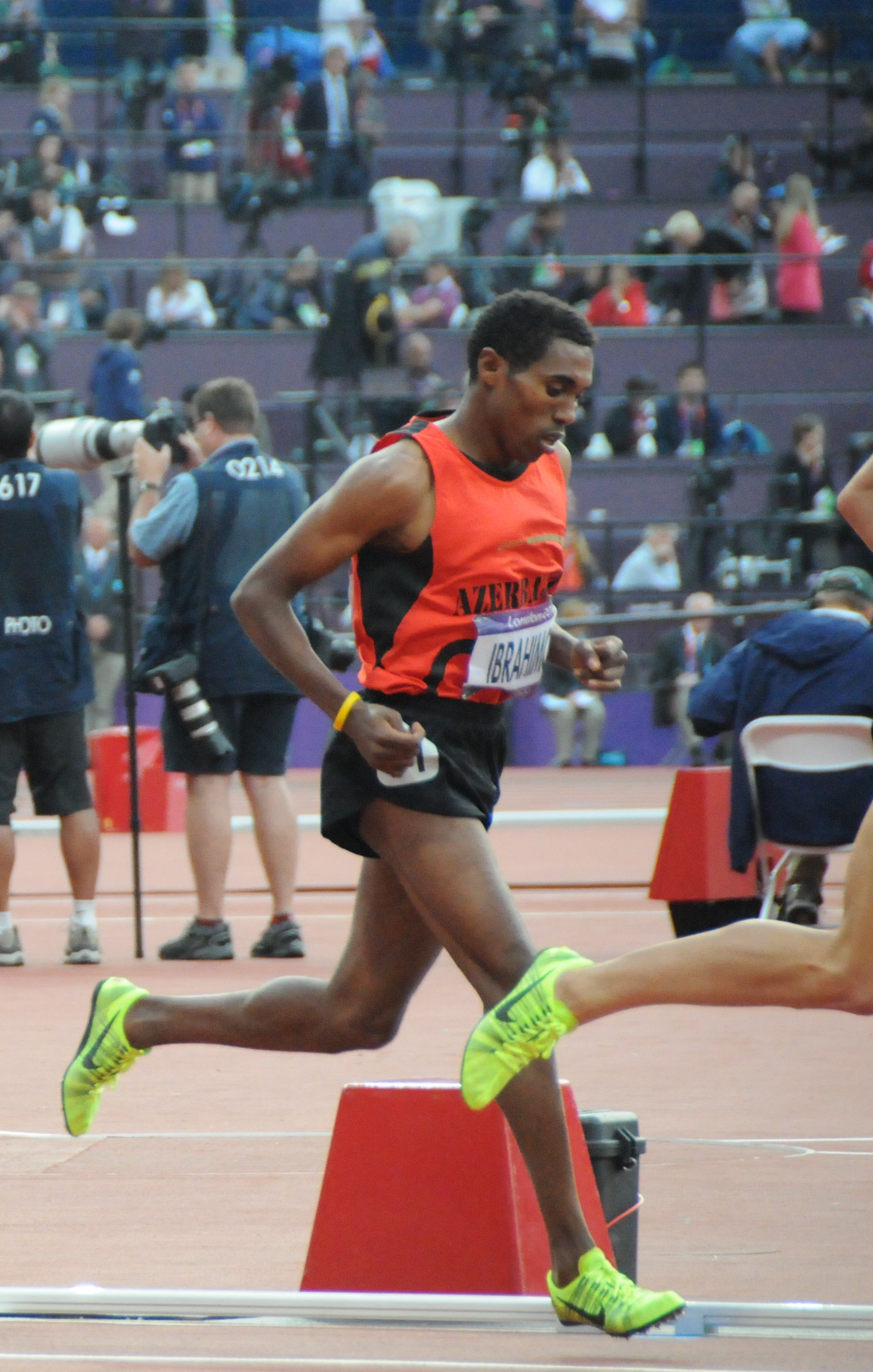
Hayle İbrahimov – Rang neun
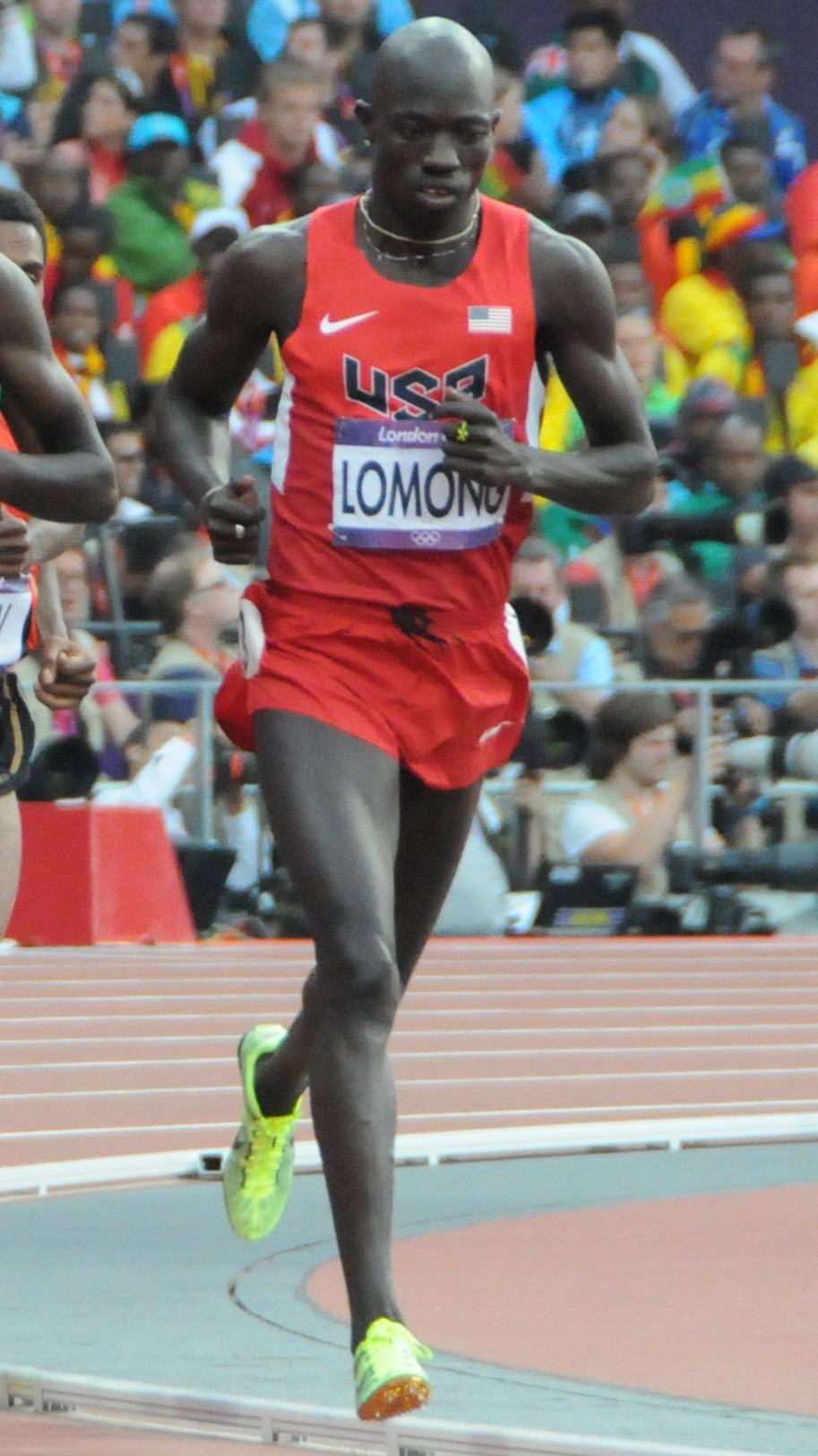
Der Olympiazehnte Lopez Lomong
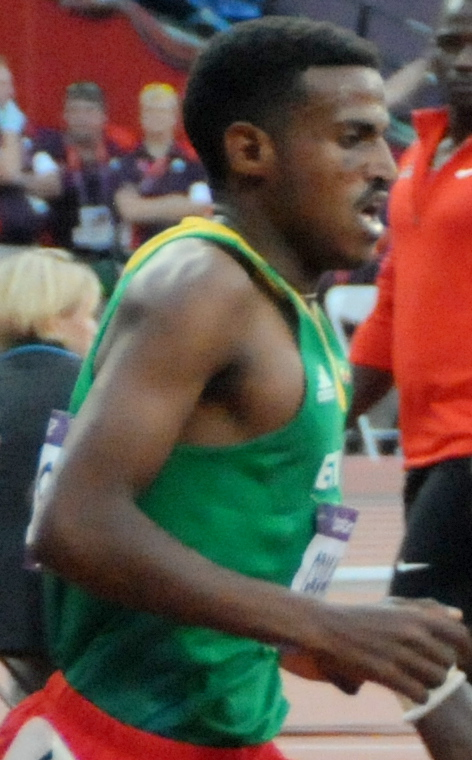
Hagos Gebrhiwet – Rang elf
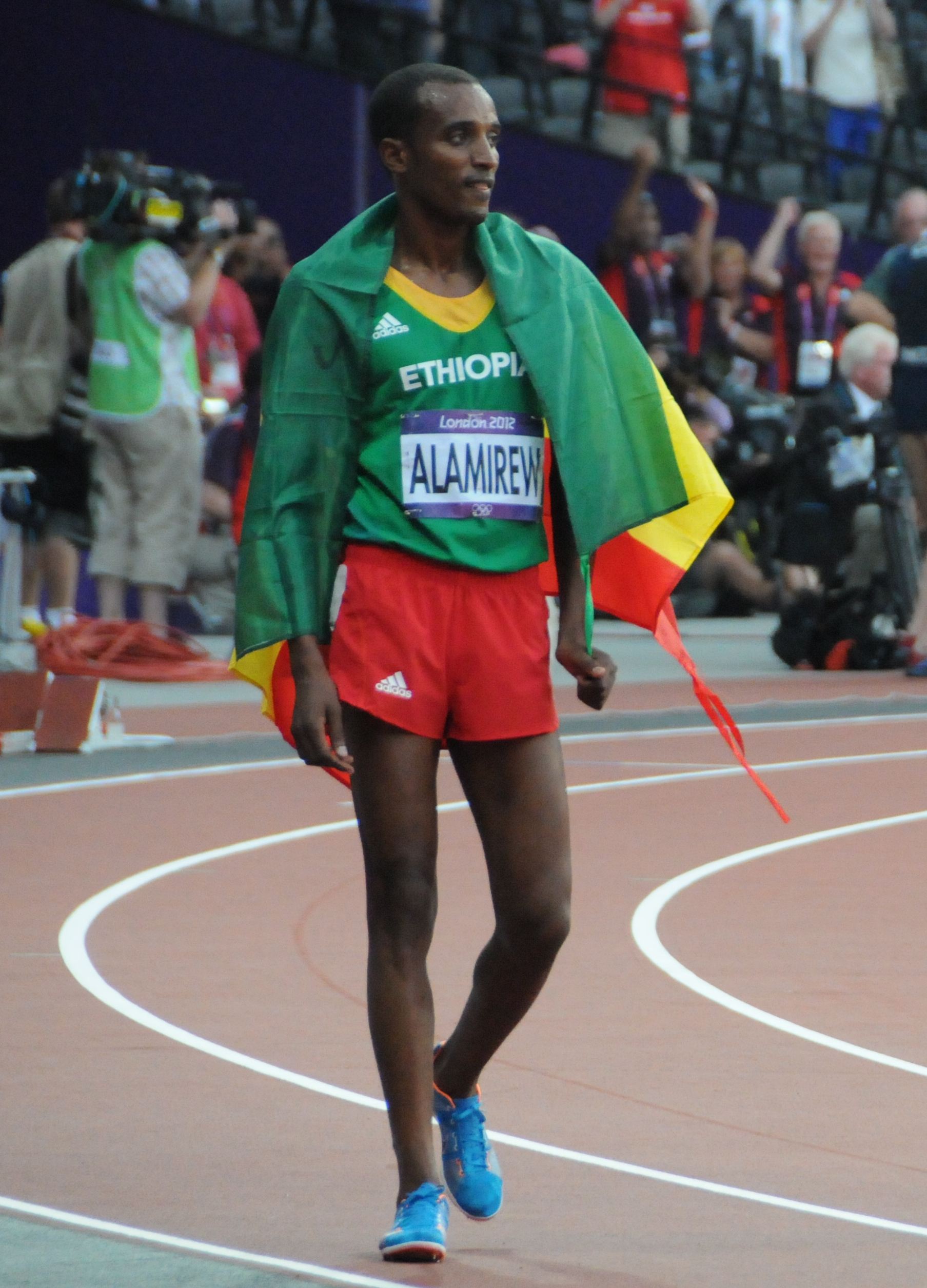
Yenew Alamirew erreichte Platz zwölf
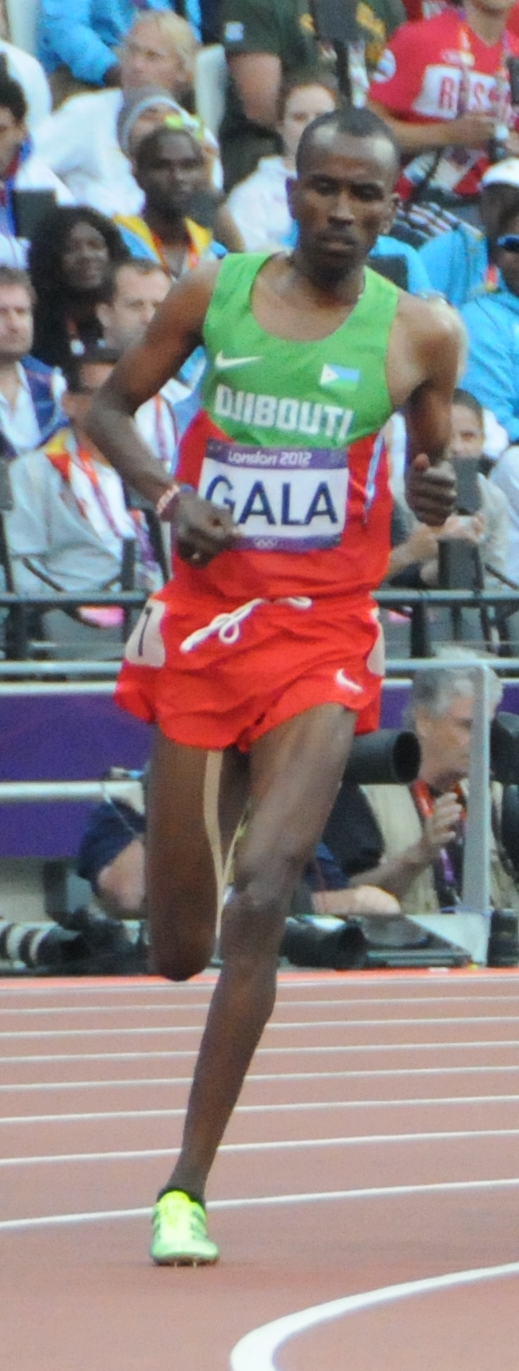
Mumin Gala wurde Dreizehnter
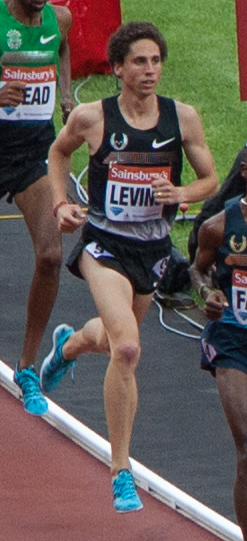
Cameron Levins – Rang vierzehn
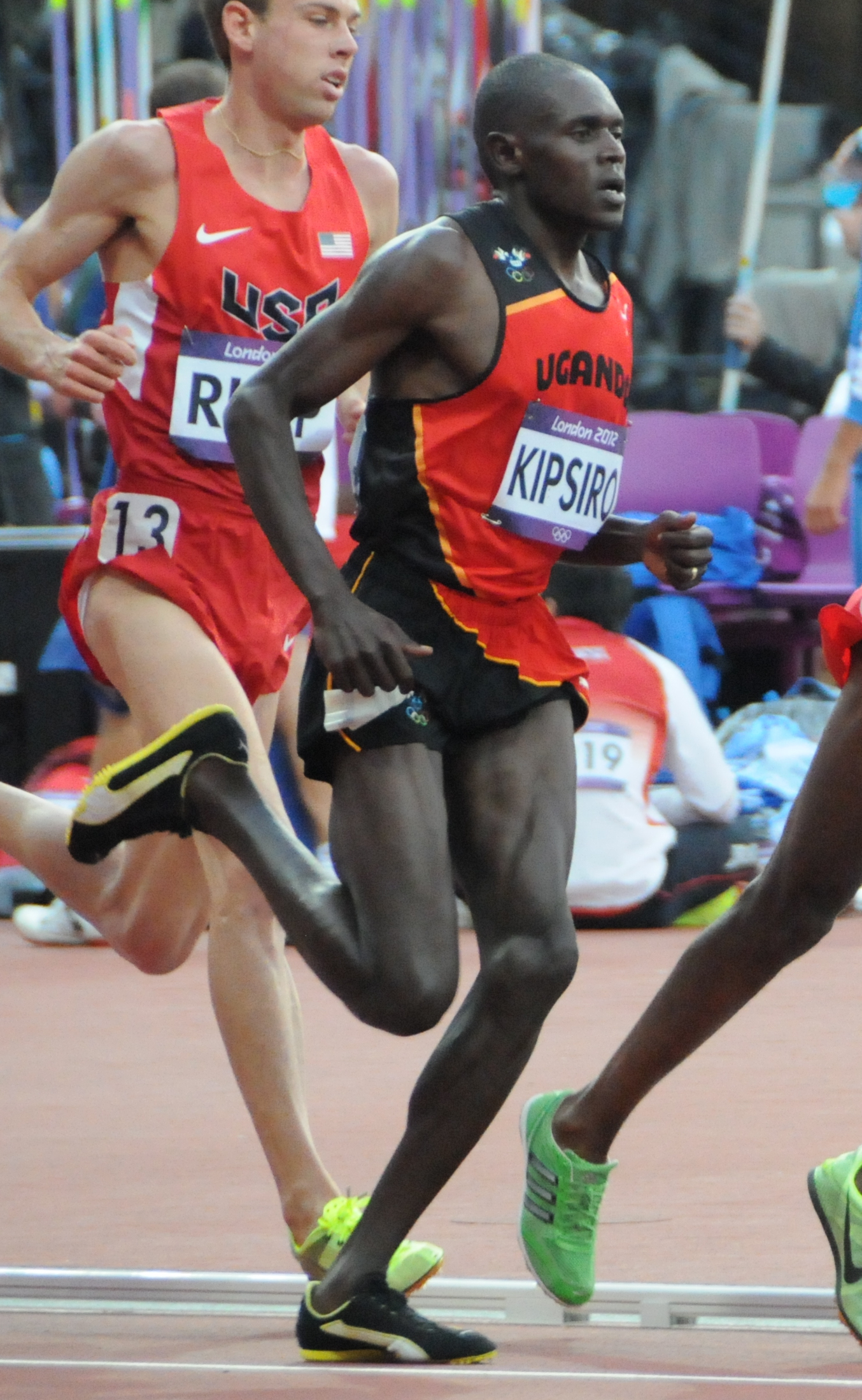
Moses Ndiema Kipsiro – Platz fünfzehn

## Videolinks
- Men's 5000m Round 1 Full Races - London 2012 Olympics, youtube.com, abgerufen am 24. März 2022
- Mo Farah Wins Men's 5000m Gold - London 2012 Olympics, youtube.com, abgerufen am 24. März 2022